# Димитрије Даскал
Димитрије Даскал је српски писар, иконописац и сликар, родоначелник сликарске породице чији су чланови у периоду од краја 17. до друге половине 19. века сликали иконе и фреске на простору јужног Приморја, Црне Горе и јужне Херцеговине. 

## Биографија
Рођен је око 1660. године. Податке о својим прецима оставио је у натпису на икони Успења Богородице у манастиру Морача. Kрајем седамдесетих година 17. века учио је код сликара Радула, са којим је 1680. живописао цркву Свете Тројице у Доњој Прасквици. Око 1680. доселио се у Рисан. Имао је ћерку и четири сина – Гаврила, Данила, Ђорђа и Рафаила.
Димитрије је живописао неколико цркава: Светог Ђорђа у Шишићима 1699. год., Свете Петке у Мрковима 1704. год, Светог Николе у Пелинову 1718 године, а приписују му се и фреске у порушеној цркви Светог Мине у Пријерадима. Оставио је и знатан број иконописних дела: четири иконе из 1680/81. године – Деизис, Богородица са Христом и арханђелима, Св. Никола са св. Ђорђем и Св. Јован Претеча са св. Савом српским – у цркви Светог Петра и Павла у Рисну, два надверија са представама Недреманог ока и Гостољубља Аврамовог у которској цркви Светог Луке 1688/89.год., иконостас у Светом Ђорђу у Шишићима 1690/91.год., а током 1716/17. године насликао је око 35 икона за иконостас у Пелинову, које нису сачуване. У манастиру Морача је извео иконе Свети Лука слика Богородицу, сада у Збирци икона Секулић у Београду, Усековање Јована Претече у, Народном музеју у Београду, обе са краја 18. века, и Успење Богородице са сценама везаним за Богородицу 1713. год. Њему се приписују и иконе са иконостаса у Мрковима око 1703. год., икона Гостољубља Аврамовог из Прасквице из 1714.год., Деизисни чин из београдског Народног музеја, као и иконописни радови у манастирима Савина, Пива, Kрка и у цркви Светог Ђорђа у Српској код Подгорице.
Већину својих иконографских и стилских избора Димитрије је прихватио од свог учитеља Зографа Радула и од Зографа Јована. Наследио је композициона и колористичка решења, обраду фигура и организацију простора, али се од дела старијих мајстора издваја по израженијој шематизацији форми, префињенијим и мање племенитим избором боја и грубљом обрадом. Нека од Димитријевих дела имају и неке од ређе презентованих иконографских тема, попут појединих сцена у обимним циклусима Свете Петке у Мрковима и Светог Николе у Пелинову, опширног циклуса црквеног календара на фрескама у Пелинову, композиција од Богородице Живи Исток и Богородичин покров на икони Успења Богородице у манастиру Морачи.